# گریگور دوم نوویراک
گریگور دوم نوویراک (ارمنی: Գրիգոր II Նովիրակ) یک فرمانده نظامی ارمنی و شاهزاده سیونیک از ۶۲۱ تا ۶۲۸ میلادی بود. او در جریان نبرد قادسیه در سال ۶۳۶ کشته شد.